# بیورن زیکارسکی
بیورن زیکارسکی (آلمانی: Björn Zikarsky؛ زادهٔ ۱۷ ژوئیهٔ ۱۹۶۷) شناگر اهل آلمان بود.